# Биландт-Рейдт, Артур Максимилиан фон
Артур Максимилиан фон Биландт-Рейдт (нем. Artur Maximilian Graf von Bylandt-Rheidt; 3 мая 1821 — 21 февраля 1891) — австрийский и австро-венгерский военачальник, военный министр Австро-Венгрии в 1876—1888. Граф.

## Биография
Происходил из семьи офицера. С 1837 — на военной службе. В 1848—1849 участвовал в подавлении Венгерской революции, в 1859 — в Австро-итало-французской войне.
С 1864 — президент артиллерийского комитета, занимался вопросами полевой артиллерии. Во время Австро-прусско-итальянской войны 1866, после отступления Северной армии, командовал полевой артиллерией. В 1869 получил чин генерал-майора, назначен президентом технического и административного комитетов командования сухопутных войск. С 1874 — фельдмаршал-лейтенант.
В 1876 назначен общеимперским военным министром, снискал авторитет проведенными преобразованиями сухопутных войск, особенно в части артиллерии. В 1882 получил чин фельдцейхмейстера.
В течение времени работы Биландт-Рейдта в военном министерстве наблюдался рост расходов на оборону. Наряду с упрощением внутреннего управления армии происходило повышение денежного довольствия военнослужащих и военных пенсий. Вместе с Фердинандом фон Маннлихером министр реализовал программу внедрения в армии современных систем вооружений. Биландт-Рейдт выступал за сохранение в армии единого языка управления и выступал против децентрализации системы военного управления железными дорогами.
17 марта 1888 по собственному желанию вышел в отставку. В последние годы жизни сильно болел. Умер в Вене 21 февраля 1891.
Сын Биландт-Рейдта Артур стал крупным политическим деятелем, занимал посты министра земледелия и министра внутренних дел.
Артур Максимилиан фон Биландт-Рейдт был крупным военным теоретиком, его перу принадлежат несколько работ по оборонной тематике:
- Schießen und Werfen aus Feld- und Gebirgskanonen, 1872
- Der indirekte Schuss mit Hohlgeschossen, 1874
- Wirkung und Gebrauch der k. k. österreichischen Feld- und Gebirgsgeschütze, 1878